# 酔っ払い
酔っ払い（よっぱらい）とは、ひどく酔うこと、またひどく酔った人。

## 飲酒の影響
飲酒の歴史は進化生物学上、約1,000万年前に人類と祖先の遺伝的変化の結果、発酵した果実などのアルコールを分解する酵素を体内に獲得したことから始まるとされる。
酒類に含まれるエチルアルコール（エタノール）には、耽溺、酩酊、耐性、依存といった薬理学的特性がある。アルコールを摂取するとエタノールは胃から約20%、小腸粘膜から約80%が吸収され、大部分は肝臓で代謝され（約5%は未代謝のまま）、肝臓からは胆汁、腎臓からは尿、肺からは呼気、皮膚等の外分泌腺からは分泌液や汗として体外に排出される。
アルコール代謝には主にアルコール脱水酵素（ADH1B遺伝子）とアルデヒド脱水酵素（ALDH2遺伝子）が関与しているが、これらは民族によって異なることがわかっており（ALDH2遺伝子低活性型民族分布）、飲酒耐性さらに飲酒様態に強い影響を及ぼしている。

### 人体への影響
飲酒により酩酊状態になると、直接的には身体運動機能、認知機能、感情理性制御の低下を生じる。さらにこれらが要因となって、交通事故、転倒事故、転落事故、頭部外傷、溺水や凍死、吐物吸引や誤飲などの事故が起きることもある。
酔っ払いの様々な迷惑行為は、アルコールハラスメントと呼ばれる。
アルコールの摂取量に対応しないような著しい興奮や幻覚などを伴う意識障害の中、理不尽な暴言や暴力を振う酒乱は、日本で一般的に用いられるBinderの酩酊分類において、単純酩酊とは異なり異常酩酊（病的酩酊）として分類される。善悪の判断のつかない状況であり、事故や事件を生じさせる危険性が高いことから、こうした傾向のある者は断酒をすることが勧められる。
短時間の大量飲酒により血中アルコール濃度が急激に上昇すると、脳の意識障害、呼吸器や循環器の中枢障害が起き（急性アルコール中毒）、これが原因で亡くなる人もいる。そのため客の一気飲みを禁止している飲食店などもある。
また多量の飲酒後、8時間から14時間経過しても頭痛、悪心、嘔吐、過呼吸、心悸亢進、発汗など不愉快な自覚症状が残ることがあり二日酔いという。二日酔いの機構は明確でないが、カテコールアミン量の増加やドーパミンニューロンの作用との関連が指摘されている。

### 血中アルコール濃度
一般的に酒酔いの程度は血中アルコール濃度に応じたものであり、飲酒量と酒酔い、血中アルコール濃度と飲酒量には相関関係がある。血液中アルコール濃度が低い段階では気分の高揚等がみられるが、濃度が上昇するとアルコールの急性中毒症状が現れ、酩酊、運動失調、反応遅延、興奮などの症状が現れるようになる。
欧米の教科書では血液中アルコール濃度 0.15 mg/mL から初期脱抑制等がみられることが明記されている。
酩酊度の区分は資料によって異なる。公益社団法人アルコール健康医学協会の区分では、アルコール血中濃度(%)により、以下の様に分けている。
0.02 - 0.04% 爽快期、
0.05 - 0.10% ほろ酔い期、
0.11 - 0.15% 酩酊初期、
0.16 - 0.30% 酩酊期、
0.31 - 0.40% 泥酔期、
0.41 - 0.50% 昏睡期
に分けている。
このほか血液中アルコール濃度（mg/mL）により、
0.5 - 1.0mg/mL 弱度酩酊、
1.0 - 1.5mg/mL 軽度酩酊、
1.5 - 2.5mg/mL 中程度酩酊、
3.5 - 4.5mg/mL 泥酔
に分ける資料もある。
なお、アルコール飲料のアルコール濃度表示には、単位容積当たりのアルコール容積(v/v)(と単位容積当たりのアルコール重量(w/v)がある。

### 年少者と飲酒の規制
飲酒の年齢制限は様々な国に存在するが、国によってばらつきがある。

## 飲酒と酩酊の地域性

### 欧米

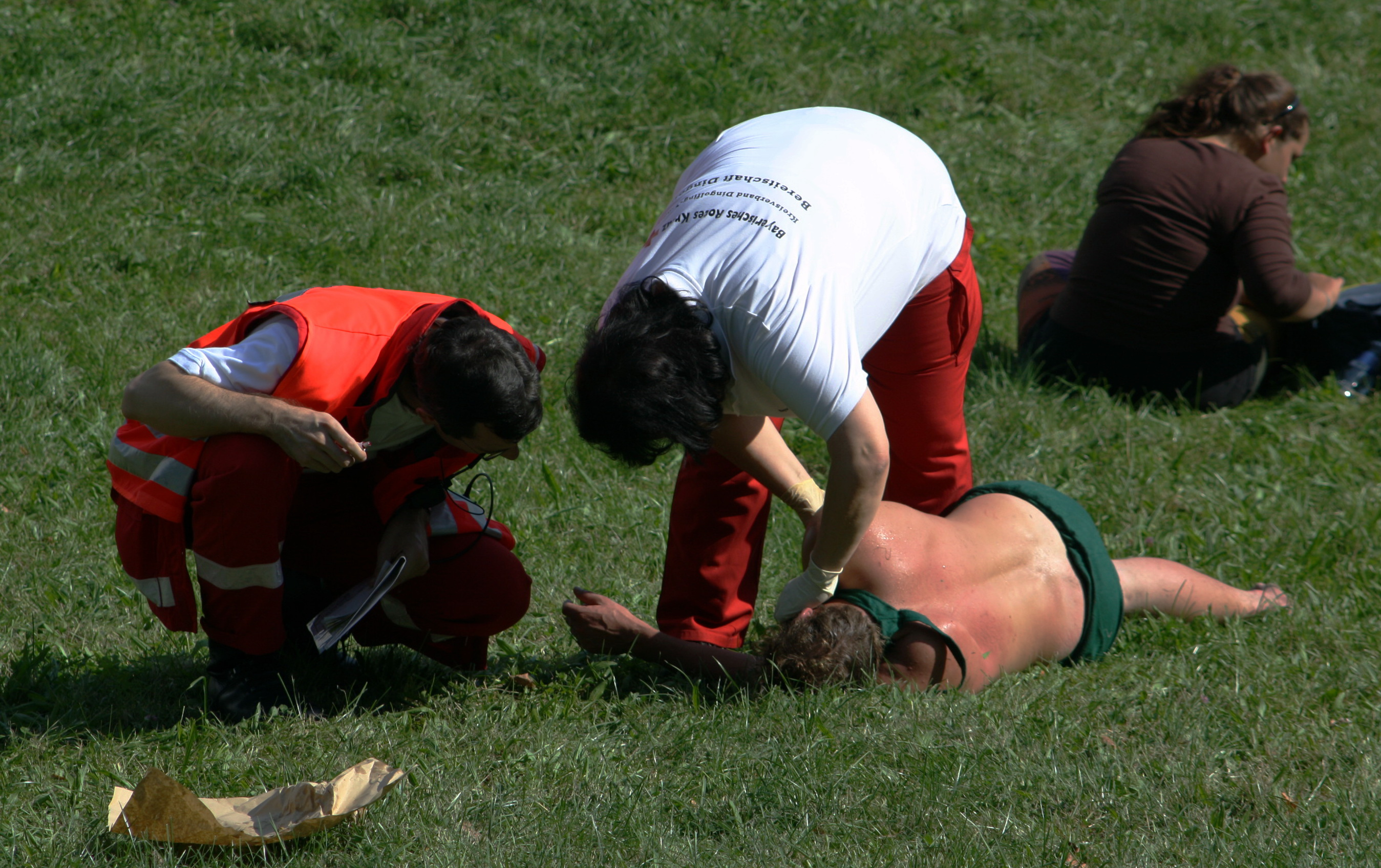
オクトーバーフェスト会場でスタッフの介抱を受けるビアライヒェン

精神科医アダム・ウィンストックが2019年に実施した30か国12万3814人を対象とする調査によると、1年間に酔った回数は平均33回で、最も多いのはイギリスの51回、2番目に多いのがアメリカ合衆国であった。英語圏の国々では酒酔いの回数が多い傾向がある。
オクトーバーフェストにおいて、泥酔者はビアライヒェン（Bierleichen ドイツ語でビール死体の意味）と呼ばれる。

### 日本
江戸時代には、ひどく酒に酔った状態を公式には「酒狂」と呼び、酒狂状態で起こした犯罪は同じ犯罪でも罪が重くなった。江戸の庶民は「よっぱらい」「生酔」、大阪では「よたんぽ」と呼んでいた。
ALDH2遺伝子低活性型の世界的な分布でみると日本人の40%以上がALDH2遺伝子の働きが弱いまたは無いことがわかっている。
なお、日本には以下のような法律がある。
- 酒に酔つて公衆に迷惑をかける行為の防止等に関する法律 - 別名・酩酊防止法、よっぱらい防止法。保護室も参照。
- 道路交通法 - 飲酒運転等の禁止
- 自動車の運転により人を死傷させる行為等の処罰に関する法律 - アルコールの影響により走行中に正常な運転に支障が生じるおそれがある状態で人を死傷させた者を処罰
- 二十歳未満ノ者ノ飲酒ノ禁止ニ関スル法律